# ديرع

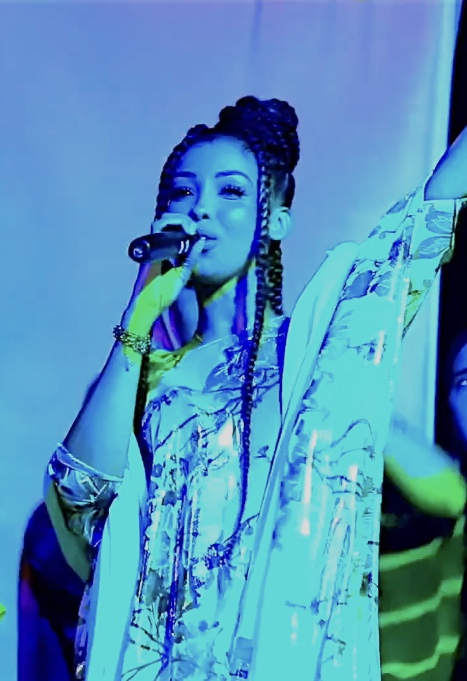
المغنية الصومالية كيين جامع مرتدية الديرع

الدَيْرَع (أيضًا: شييد ، باتي) هو لباس صومالي ترتديه النساء الصوماليات وهو طويل وعادة ما يكون بطول الكاحل.
نشأ الديرع من المدن الساحلية الصومالية في القرن التاسع عشر. تم إنشاؤه من قبل مجموعة من النساء الصوماليات.  نسخة من الديرع تسمى Bacwayne والتي تُترجم إلى «فضفاض كبير» كانت شائعة بين النساء المسنات ثم تم نشرها لاحقًا من قبل الصوماليين في جيبوتي. زادت شعبيته في الخمسينيات إلى السبعينيات. تم تقديمه إلى المجتمعات المجاورة مثل السواحيلية في كينيا وزنجبار وتنزانيا ، ونساء اليمن وإثيوبيا وإرتريا وعمان وأجزاء أخرى من إفريقيا جنوب الصحراء الكبرى، بسبب الشتات الصومالي الذي هاجر إلى هذه المناطق.